# Ghost World (pel·lícula)
Ghost World és una pel·lícula estatunidenco-britànica-alemanya de 2001, dirigida per Terry Zwigoff i adaptada del còmic del mateix nom creat per Daniel Clowes. L'obra se situa a l'exemplar Eightball núm. 11, de juny de 1993. Ha estat doblada al català.

## Argument
Enid Coleslaw i Rebecca Dopple-Meyer són dues joves americanes de 19 anys. Després d'obtenir el seu diploma i acabats els seus anys d'institut, decideixen d'instal·lar-se juntes, però les seves tendències sarcàstiques les impedeixen d'entrar a la vida adulta. Enid es creuarà amb un venedor de discos sense categoria anomenat Seymour. Farà amistat amb ell …

## Cinema
Amb l'ajuda de Daniel Clowes, el director Terry Zwigoff (Crumb) va realitzar l'any 2001 una adaptació cinematogràfica de Ghost World amb Thora Birch, Scarlett Johansson i Steve Buscemi. La trama és completament remodelada, s'han afegit personatges, l'accent és clarament posat en el personatge d'Enid. Sense ser fidel als dibuixos que l'han inspirat, el film rebrà desenes de premis internacionals o nominacions.

## Repartiment
- Thora Birch: Enid
- Scarlett Johansson: Rebecca
- Steve Buscemi: Seymour
- Brad Renfro: Josh
- Illeana Douglas: Roberta Allsworth
- Bob Balaban: el pare de l'Enid
- Anna Pastor: la mare de Seymour
- Stacey Travis: Dana
- Tom McGowan: Joe
- Pat Healy: John Ellis
- Dave Sheridan: Doug

## Premis i nominacions
- Festival de Deauville 2001
  - Premi del jurat
  - Premi de la millor actriu per a Thora Birch
- Nominació al gran premi de la Unió de la crítica de cinema 2003.
- Nominada a l'Oscar al millor guió adaptat
- 2 Nominacions al Globus d'Or: Actriu (Thora Birch), Actor Secundari
- 2 premis en el Festival de Toronto: Millor actriu (Thora Birch), actriu secundària
- Independent Spirit: Millor actor secundari (Buscemi) i guió novell. 3 nominacions
- Sindicat de Guionistes (WGA): Nominada a Millor guió adaptat
- British Independent Film Awards (BIFA): Nominada millor pel·lícula en llengua anglesa

## Al voltant de la pel·lícula
El personatge de Doug Gormley interpretat per Dave Sheridan (armat d'un nunchaku i que es baralla amb el propietari del supermercat), fa una aparició el mateix any al clip By The Way de Red Hot Chili Peppers. Per la proximitat de les dues produccions, s'ignora quina obra ha inspirat l'altre.
Aquest film forma part dels nombrosos films rodats al Quality Cafe, a Downtown Los Angeles.